# Сехемре Шедваст
Сехемре Шедваст (также Сехемрешедвасет) — древнеегипетский фараон XVI Фиванской династии во второй переходный период.
Его тронное имя «Сехемре Шедваст» дословно переводится как «Сила Ре, спасающая Фивы», а его личное имя неизвестно. Сехемре Шедваст не фигурирует за пределами Туринского царского папируса, где он описывается как преемник царя Бебианха.
Было высказано предположение, но не всеми признано, что Сехемре Шедваст может быть идентичным Сехемре-Шедтауи Собекемсафу II, поскольку их тронные имена похожи. Если это так, он мог быть женат на царице Нубхаас II, и у них мог быть сын по имени Сехемра-Упмаат Иниотеф.